# Nucula proxima
Nucula proxima – gatunek małża należącego do podgromady pierwoskrzelnych.
Muszla wielkości około 0,5 cm. Kształtu ukośnie trójkątnego. Kolor muszli białawy z lekkim podbarwieniem oliwkowo-zielonym.
Siedliskiem są osłonięte zatoki i porty. Żyją w mule. Są rozdzielnopłciowe, bez zaznaczonych różnic płciowych w budowie muszli. Odżywiają się planktonem oraz detrytusem.
Występuje w Ameryce Północnej na terenie USA i Kanady od Nowej Szkocji do Teksasu. Spotykana również na Bermudach